# Marfa Apraksina
Marfa Matvejevna Apraksina (Russisch: Ма́рфа Матве́евна Апра́ксина) (Moskou, 1664 — Sint-Petersburg, 11 januari 1714) was in 1682 slechts 71 dagen tsarina-gemalin van Rusland.
Marfa Apraksina was een dochter van Matvej Apraksin en Domna Lovtsjikova. Fjodor Apraksin was een van haar drie broers. Op 5 februari 1682 trouwde ze met tsaar Fjodor III, die in 1681 weduwnaar was geworden. Fjodor stierf echter drie maanden na het huwelijk, op 7 mei 1682. Het koppel kreeg geen kinderen. Op 11 januari 1714 stierf Marfa.